# Капобианки, Винченцо
Винченцо Капобианки (итал. Vincenzo Capobianchi; 1836[…], Рим — 8 сентября 1928, Рим) — итальянский учёный-нумизмат и художник-жанрист.

## Биография
Родился в 1836 году в Риме. Будучи представителем «помпейской школы живописи», на протяжении своей длительной художественной карьеры создал жанровые сцены в древнеримском антураже, при работе над которыми тщательно изучал доступные в его эпоху источники по античной истории, в особенности материалы раскопок Геркуланума и Помпей.
Создавал также жанровые сцены в антураже XVIII и XIX столетий.
Капобианки также являлся автором ряда научных работ по античной и средневековой нумизматике и истории мер и весов, среди которых:
- Nuove osservazioni sopra alcune monete battute dai papi nel contado Venesino e d’Avignone (1890)
- Pesi proporzionali dedotti dalla libbra romana, merovingia e di Carlomagno (1892)
- Appunti per servire all'ordinamento delle Monete coniate dal Senato di Roma dal 1184 al 1439 (1895)
- Il denaro pavese e il suo corso in Italia nel XII secolo (1896, статья в научном журнале «Rivista italiana di numismatica»)
- Le origini del Peso Gallico (1904)

И др.
Скончался Капобианки в 1928 году в возрасте 92 лет.

## Галерея

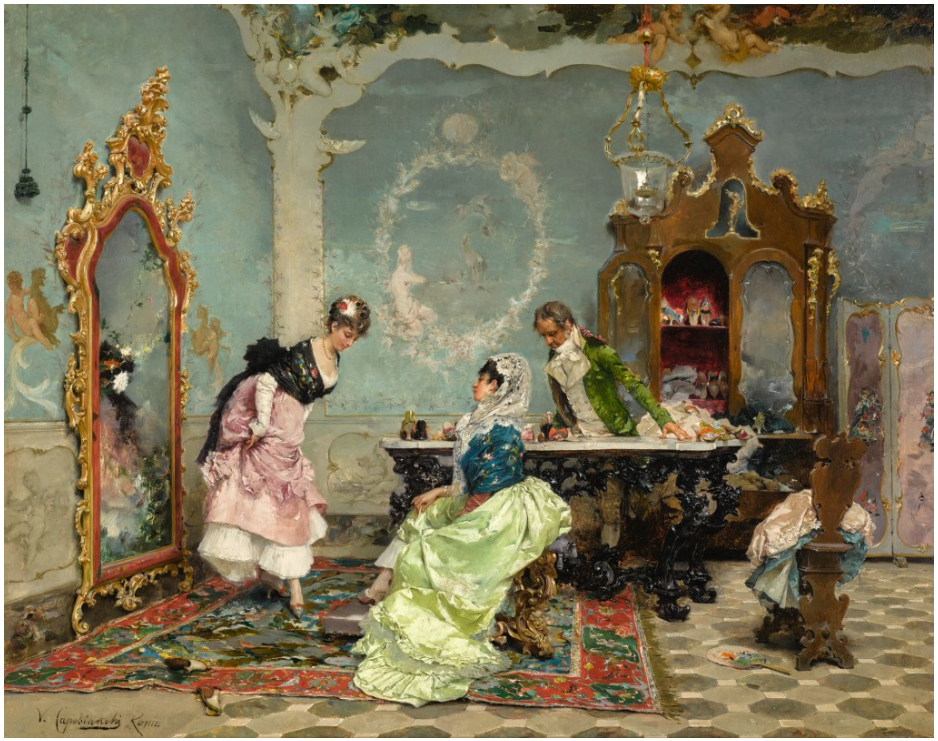
Новые туфельки
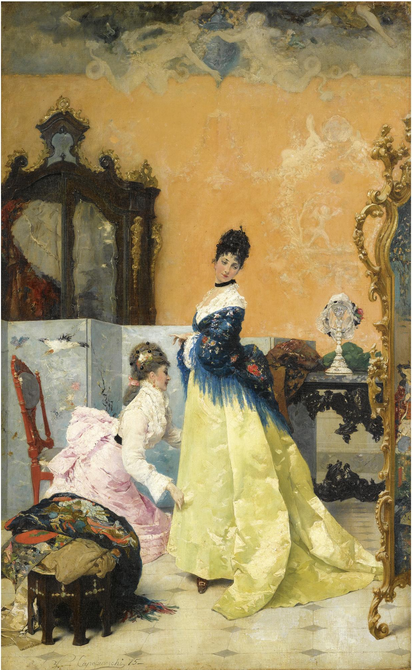
Жёлтое платье